# Вайсслінген
Вайсслінген (нім. Weisslingen) — громада  в Швейцарії в кантоні Цюрих, округ Пфеффікон.

## Географія
Громада розташована на відстані близько 115 км на північний схід від Берна, 18 км на схід від Цюриха.
Вайсслінген має площу 12,8 км², з яких на 11,5% дозволяється будівництво (житлове та будівництво доріг), 42,8% використовуються в сільськогосподарських цілях, 44,5% зайнято лісами, 1,3% не є продуктивними (річки, льодовики або гори).

## Демографія
2019 року в громаді мешкало 3364 особи (+4,3% порівняно з 2010 роком), іноземців було 10,4%. Густота населення становила 263 осіб/км².
За віковим діапазоном населення розподілялося таким чином: 21,8% — особи молодші 20 років, 58,4% — особи у віці 20—64 років, 19,7% — особи у віці 65 років та старші. Було 1394 помешкань (у середньому 2,4 особи в помешканні).
Із загальної кількості 886 працюючих 72 було зайнятих в первинному секторі, 178 — в обробній промисловості, 636 — в галузі послуг.